# Die Fremde und das Dorf
Die Fremde und das Dorf ist ein vom ORF und ZDF produziertes österreichisches Moraldrama von Peter Keglevic aus dem Jahr 2014. Die Hauptrollen spielen Manuel Rubey und Henriette Confurius.

## Handlung
Ein österreichisches Dorf in der Steiermark (Tragöß) lädt nach einem Erdbeben traumatisierte Kinder aus Italien zur Erholung zu sich ein. Die Lehrerin Rosaria, die ihre Angehörigen wie auch ihr ganzes Hab und Gut bei der Naturkatastrophe verloren hat, begleitet die Kinder. Dort verliebt sie sich in den Jungbauern Josef und will deshalb in der eingeschworenen kleinen Dorfgemeinschaft bleiben. 
Doch stößt sie dort häufig auf Ablehnung. Nach einem Handgemenge mit seinem Sohn stürzt Josefs Vater so schwer, dass er Josef verklagt. Dieser wird trotz Unschuld zu 14 Monaten Gefängnis verurteilt. Beim Geburtstagsfest seines Vaters erscheint Josef unerwartet und zeigt vor versammelter Gesellschaft die verscharrte Leiche seiner Mutter. Josef hat damals gesehen, wie sein Vater sie zusammenschlug und wegbrachte. Er war daraufhin in eine Nervenanstalt gebracht worden, um wegen Wahnvorstellungen behandelt zu werden. 
Nachdem nun der Vater abgeführt wird, beginnt für Josef ein neues Leben auf dem Hof, zusammen mit Rosaria.

## Produktionsnotizen
Gedreht wurde das Filmdrama Die Fremde und das Dorf vom 17. Juni 2013 bis zum 29. Juli 2013 in der österreichischen Steiermark. Der Film hatte am 16. April 2014 im ORF seine Premiere. Die Erstsendung im deutschen Fernsehen erfolgte am 2. Oktober 2014 im ZDF.
2016 wurde der Film mit Ein Geheimnis im Dorf – Schwester und Bruder und 2017 mit Treibjagd im Dorf fortgesetzt.

## Kritik
Die TV Spielfilm, die die bestmögliche Wertung (Daumen nach oben) vergab, zog das Fazit: „Böser Bergkrimi mit gutem Ensemble“.
Tilmann P. Gangloff bezeichnet den Film in der Frankfurter Rundschau als „...sehenswertes Heimatdrama“.